# Guyana Chronicle
Guyana Chronicle – państwowy dziennik ukazujący się w Gujanie od 1975 roku w języku angielskim. Wydawany jest przez Guyana National Newspapers Limited (GNNL) podlegający pod Department of Public Information.   